# Anax ephippiger
Anax ephippiger é uma espécie de libelinha da família Aeshnidae.

## Distribuição geográfica
Pode ser encontrada nos seguintes países: África do Sul, Angola, Argélia, Botswana, Camarões, Chade, República Democrática do Congo, Costa do Marfim, Egipto, Etiópia, Gâmbia, Gana, Guiné Equatorial, Madagáscar, Malawi, Mauritânia, Maurícia, Marrocos, Moçambique, Namíbia, Níger, Nigéria, Quénia, São Tomé e Príncipe, Senegal, Seychelles, Somália, Sudão, Tanzânia, Togo, Uganda, Zâmbia, Zimbábue e possivelmente em Burundi.

## Ecologia
Os seus habitats naturais são: áreas húmidas dominadas por vegetação arbustiva, pântanos, lagos de água doce, lagos intermitentes de água doce, marismas de água doce, marismas intermitentes de água doce e nascentes de água doce.